# Elegia dla bidoków (książka)
Elegia dla bidoków (ang. Hillbilly Elegy: A Memoir of a Family and Culture in Crisis) – autobiograficzna książka autorstwa J.D. Vance’a opublikowana w 2016 roku.

## Fabuła
Książka opowiada o dorastaniu głównego bohatera w dysfunkcyjnej rodzinie zamieszkującej Middletown w obszarze tzw. pasa rdzy w pobliżu Ohio. Otoczenie białej klasy robotniczej w którym dorasta narrator jest przepełnione problemami społecznymi, takimi jak rozbite rodziny, przemoc i narkotyki. Autor buduje opowieść, wskazując na brak poczucia sprawczości przez mieszkańców biedniejszych regionów USA, czegoś co jemu udało się uzyskać dzięki służbie w Korpusie Piechoty Morskiej. Historia dotyczy problemu rozwarstwienia społecznego w Stanach Zjednoczonych, obalając przy tym mity uprzywilejowania rasowego i amerykańskiego snu.

## Odbiór
„The New York Times” zaliczył książkę jako jedną z sześciu, które tłumaczą zwycięstwo Donalda Trumpa w 2016 roku. Podobnie wskazał „The American Conservative”, pisząc, że książka pokazuje, co przyciągnęło ludzi do Donalda Trumpa w 2016 roku.
W 2016 i w 2017 roku książka była obecna na liście bestsellerów „The New York Timesa”.
Książka otrzymała w 2017 roku nagrodę Audie za najlepszą książkę w kategorii literatura faktu.

## Wydania
W Polsce książka ukazała się nakładem Wydawnictwa Marginesy 15 lutego 2018 roku, tłumaczem był Tomasz Gałązka.

## Adaptacja
Na podstawie książki powstał film Elegia dla bidoków w reżyserii Rona Howarda, z premierą 24 listopada 2020 roku na platformie Netflix.